# Homotoicha
Homotoicha is een geslacht van rechtvleugeligen uit de familie sabelsprinkhanen (Tettigoniidae). De wetenschappelijke naam van dit geslacht is voor het eerst geldig gepubliceerd in 1891 door Karl Brunner-von Wattenwyl.

## Soorten
Het geslacht Homotoicha omvat de volgende soorten:
- Homotoicha diversa Brunner von Wattenwyl, 1891
- Homotoicha fuscopunctata Caudell, 1906
- Homotoicha laminata Brunner von Wattenwyl, 1891
- Homotoicha minor Brunner von Wattenwyl, 1878
- Homotoicha subdistincta Brunner von Wattenwyl, 1891